# شون غالانت
شون غالانت هو لاعب كرة قدم كندية كندي، ولد في 14 أكتوبر 1976 في وندسور في كندا.